# Stade Evandro Almeida
Le Stade Evandro Almeida (en portugais : Estádio Evandro Almeida), également surnommé Baenão, est un stade de football brésilien situé dans la ville de Belém, dans l'État du Pará.
Le stade, doté de 13 792 places et inauguré en 1917, sert d'enceinte à domicile à l'équipe de football du Clube do Remo.
Le stade porte le nom d'Evandro Almeida, ancien joueur de club de Remo.

## Histoire
Le 15 août 1917 (date du 6e anniversaire du Clube do Remo), le stade ouvre ses portes sous le nom de Terrain des sports du Clube do Remo (en portugais : Campo de Esportes do Clube do Remo) lors d'un match inaugural entre l'équipe de la Reserva Naval et une sélection composée de joueurs de la Ligue de football du Pará. Ses dimensions font alors 110 mètres de long pour 70 mètres de large, avec une tribune pouvant accueillir 2 500 spectateurs selon un article du 13 août 1917 du journal A Folha do Norte.
Le premier match du Clube do Remo au stade a lieu un peu moins d'un mois plus tard le 2 septembre 1917 lors d'une victoire 3-1 contre Panther, une autre équipe de la ville (les buteurs de Remo sont Dudu, Chermont et Djalma).
Le stade est rénové une première fois en 1935. Le match inaugural a lieu le 26 mai 1935 lors du d'un derby (le Re - Pa) entre Remo et le Paysandu (victoire 5-4 du Remo).
Le record d'affluence au stade est de 33 487 spectateurs, lors d'une victoire 5-1 du Clube do Remo contre son grand rival local du Paysandu le 7 septembre 1976.
Il est surnommé le Baenão en référence au lieu dans lequel il est situé, la Travessa Antônio Baena.